# 马里诺宫
45°27′59.39″N 9°11′26.47″E / 45.4664972°N 9.1906861°E

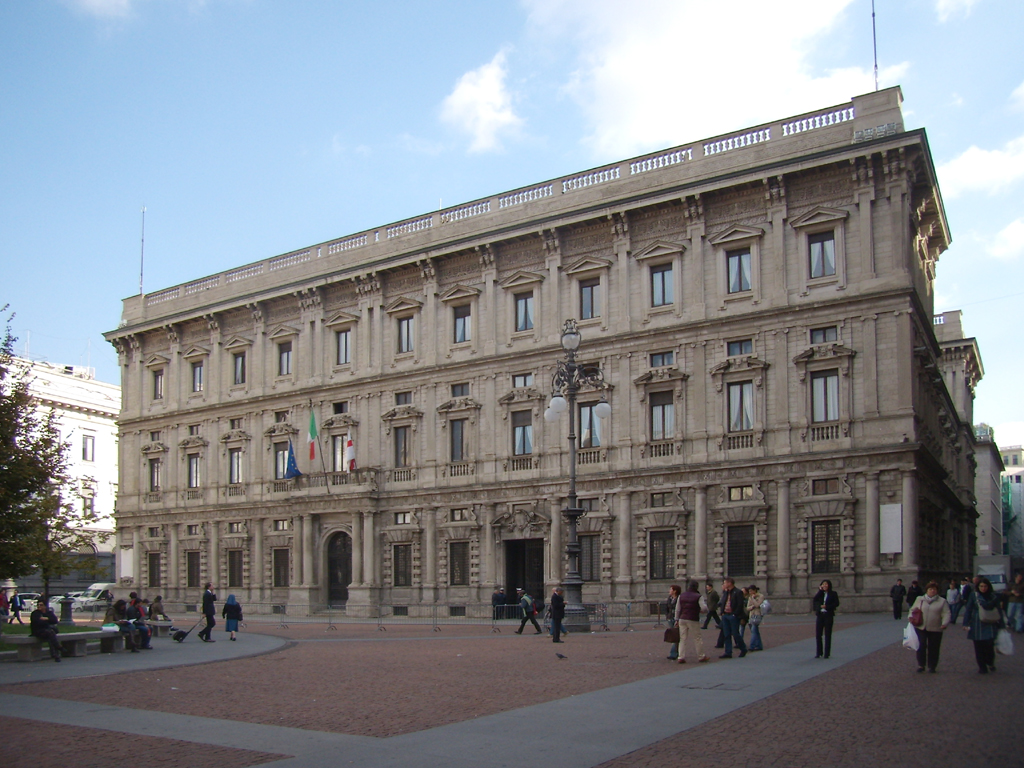
马里诺宫

马里诺宫（Palazzo Marino）是一座16世纪建筑，位于意大利米兰市中心，周围是圣斐德理广场（Piazza San Fedele）、斯卡拉广场（Piazza della Scala）、Case Rotte街和托马索·马里诺街。自1861年9月19日以来为米兰市政厅所在地。 

## 历史
该建筑兴建于1557年到1563年，最初属于热那亚商人和银行家托马索·马里诺。建筑师是来自佩鲁贾的阿莱西。它的主立面最初是面向圣斐德理广场，当时斯卡拉广场尚不存在，所在区域是一片建筑物。 建造工程有时减缓，因为遭到居民的反对，他们对于米兰市中心的建筑持非常保守的态度。
在马里诺宫的院子里，竖立的雕塑表现的是赫拉克勒斯的伟业和变形记。 主厅（现在称为阿莱西客厅）天花板的壁画和灰泥描绘的是“丘比特和普赛克的婚姻”。 
天花板的四个角落装饰着代表四季的绘画。墙壁装饰着壁画以及浮雕，如神话主题中的缪斯女神，酒神，阿波罗和墨丘利。浮雕描绘的是珀尔修斯的故事。

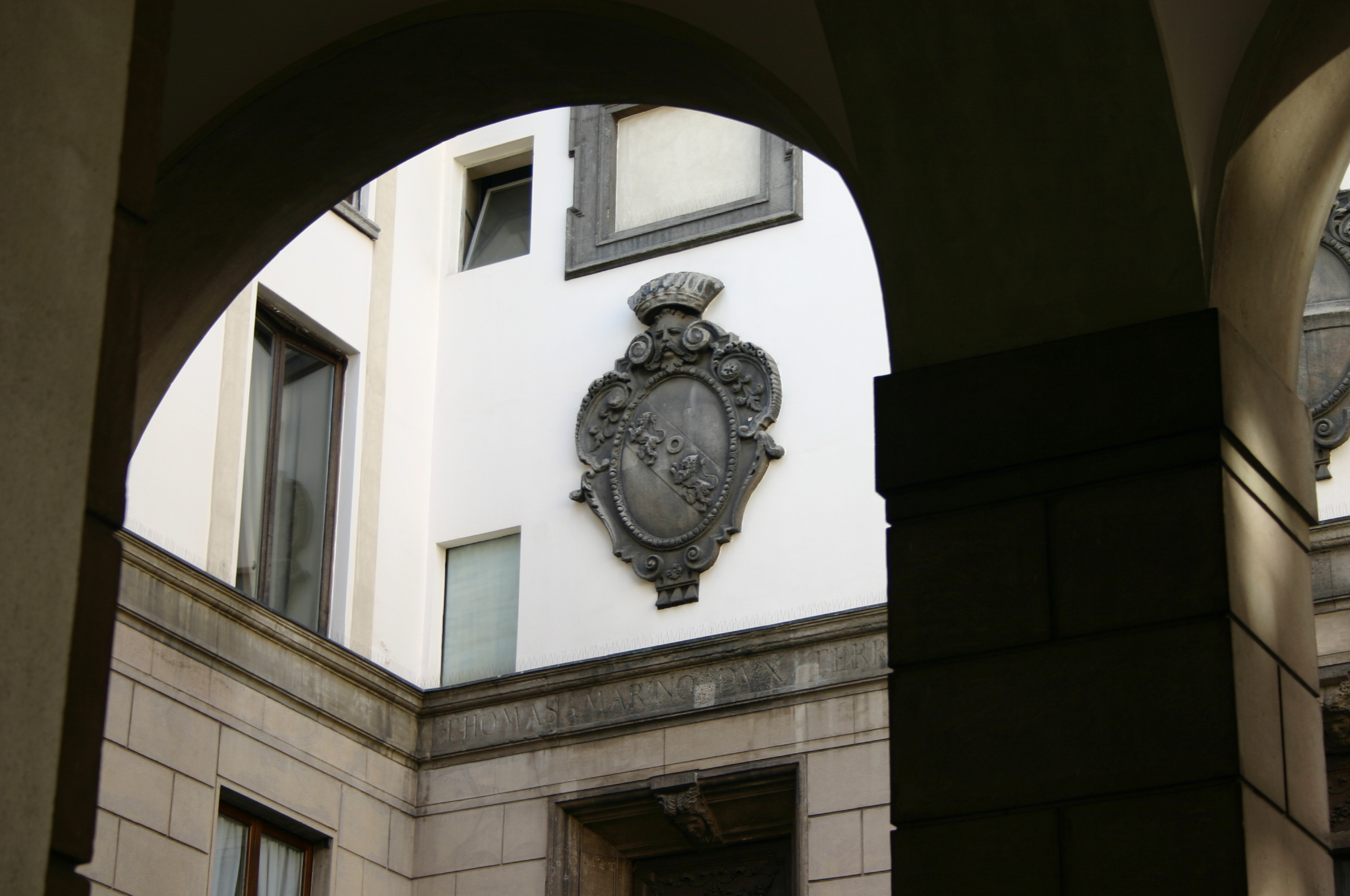
内院马里诺家族徽章

当马里诺去世时，他的家庭面临破产，此宫殿成为国家财产，但在1632年又被卖给另一位银行家Omodei。Omodei从未居住于此，而是将其出租，此建筑仍然使用原来的名字马里诺宫。
1781年，该建筑再次被国家收购，成为行政和税务机构的办公地点。米兰学者Pietro Verri 对于说服当局购买宫殿起着重要的作用。负责整个区域改造的建筑师朱塞佩 Piermarini修复了这座建筑。

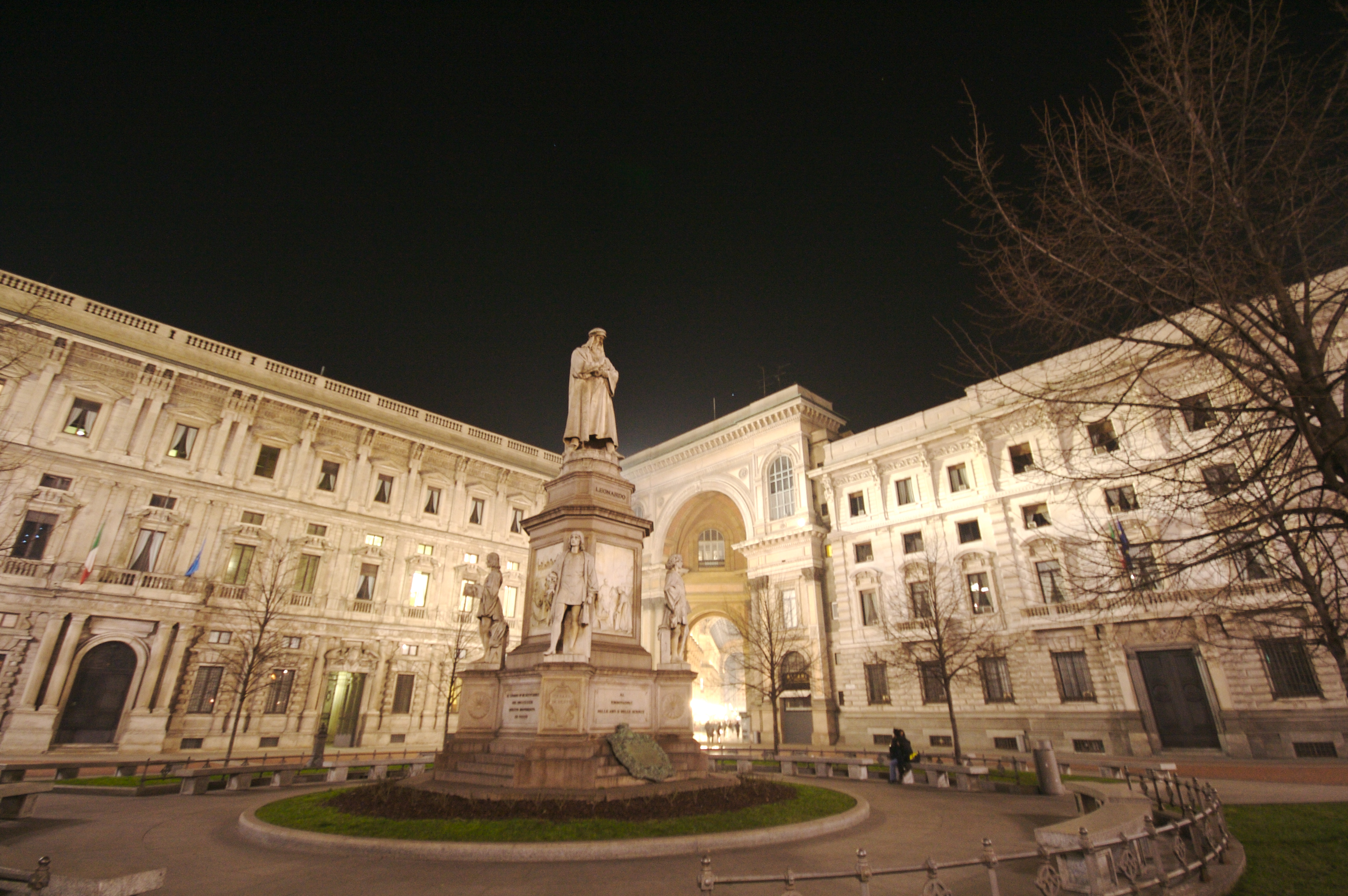
斯卡拉广场

1848年，米兰五日之后，此建筑曾临时作为伦巴第新政府的所在地。1861年9月19日成为米兰市政厅所在地。市政府收购该建筑后，对该建筑以及附近地区进行了彻底改建。拆除了一个街块，形成斯卡拉广场，面向此广场的立面也改建为马里诺宫的主立面（由卢卡·贝尔特拉米设计，于1892年完成）。
第二次世界大战结束后，此建筑进行第二次重大改建。阿莱西客厅原始的灰泥和壁画已被轰炸严重损坏，这时由当时著名艺术家加以恢复。